# Headgear
Headgear (en japonés: ヘッドギア) es un grupo formado por 5 escritores y artistas vinculados al campo del manga y el anime japonés. El objetivo del grupo era que todos los creadores pudieran conservar por completo el copyright de sus trabajos, alcanzar la mayor publicidad posible para dichos trabajos y vender los derechos de promoción para conseguir el dinero necesario para la producción de las películas. Los miembros, quienes eran algunos exempleados de Tatsunoko Production, eran Masami Yūki (mangaka), Yutaka Izubuchi (diseño de máquinas), Kazunori Itō (guionista), Akemi Takada (diseño de personajes) y Mamoru Oshii (director). Trabajaron juntos en la serie Patlabor y en los 2 episodios del OVA Twilight Q.
- Datos: Q3783884